# Maurycjusz (cesarz bizantyński)
Maurycjusz (gr. Φλάβιος Μαυρίκιος Τιβέριος Αύγουστος Flavius Mauricius Tiberius Augustus) (ur. 539, zm. 27 listopada 602) – cesarz bizantyński w latach 582-602, ostatni przedstawiciel dynastii wywodzącej się od Justyna I.

## Pochodzenie
Rodzina władcy pochodziła z Kapadocji – Maurycjusz był mocno związany ze swym ojcem Pawłem. Jego żona Konstantyna urodziła pięciu synów i cztery córki. Był faworytem poprzedniego władcy, Tyberiusza. W 578 pełniąc jeszcze funkcję komesa straży przybocznej, zdołał pokonać Persów. Chory Tyberiusz uczynił go cezarem i zaręczył ze swą córką Konstantyną, a po jego śmierci Maurycjusz został cesarzem.

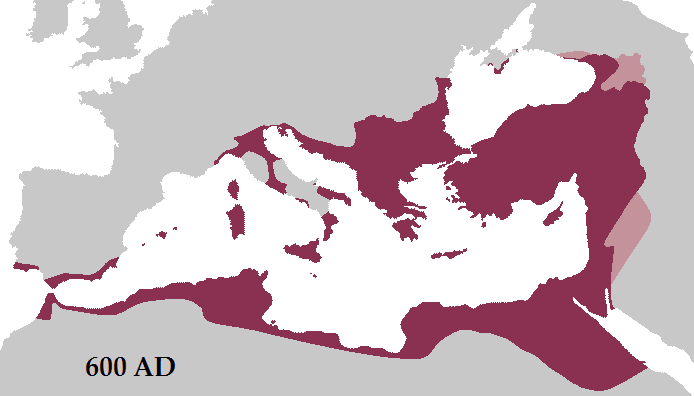
Cesarstwo Bizantyńskie w roku 600. Miało we władaniu część terenów byłego Cesarstwa Zachodniorzymskiego.

## Panowanie
Władca uzyskał pomoc króla Franków Childeberta przeciwko Longobardom w Italii. Utworzył Egzarchat Rawenny, powierzając Smaragdusowi pełnię władzy nad bizantyjskimi posiadłościami na Półwyspie Apenińskim. Kartagina stała się siedzibą utworzonego egzarchatu afrykańskiego. Maurycjusz pozwolił na używanie przez patriarchę Konstantynopola tytułu patriarchy ekumenicznego (oikoumenes). Przeciwko temu zaprotestował papież Grzegorz I Wielki, przybierając tytuł Servus servorum Dei ("sługa sług Bożych").
W 586 szwagier cesarza, Filipikos, pokonał Persów w Armenii. Obniżono jednak żołd o 1/4, co doprowadziło do buntu armii i obrania na cesarza Germanosa - komendanta wojsk w Fenicji Libańskiej. W 590 armia, dzięki interwencji patriarchy Antiochii, ponownie uznała Maurycjusza za władcę. Germanosa ułaskawiono. Tymczasem jeden z perskich satrapów Bahram Czobin zabił szacha Hormizdasa, a jego syn Chosroes zbiegł do Bizancjum. Mimo sprzeciwu senatu, cesarz wsparł syna zamordowanego sasanidzkiego monarchy (Bizantyjczycy pod wodzą Kommentiolusa zwyciężyli Bahrama pod Nisibis) i osadził Chosroesa II na tronie w Seleucji-Ktezyfoncie, w zamian za pomoc uzyskując znaczną część Armenii (po jezioro Wan).
Po zakończeniu wojny persko-bizantyńskiej, cesarz Maurycjusz zorganizował w 591 r. kontrofensywę przeciw postępom awarsko-słowiańskim i próbował uwolnić od barbarzyńców cały Półwysep Bałkański. Sojusznikami Bizancjum w walkach z Awarami i Słowianami byli germańscy Longobardowie z północnych terenów obecnych Włoch i słowiańscy Antowie znad Dniepru i Dniestru.
Rozpoczęto wojnę z Awarami, jednak ci oblegli stolicę w roku 600 i trzeba było wypłacić im 100 tysięcy sztuk złota. Po jedenastoletnich walkach prowadzonych ze zmiennym szczęściem i przerywanych układami Maurycjusz odzyskał stracone ziemie i przywrócił dawną granicę na Dunaju. W 602 roku armia bizantyńska przekroczyła Dunaj i przeniosła działania wojenne do siedzib Słowian dackich. Maurycjusz wydał wojskom rozkaz przezimowania po drugiej stronie Dunaju w barbarzyńskiej Dacji. Wojsko podniosło wówczas bunt pod wodzą setnika (centuriona) Fokasa, który zajął stolicę. Cesarz wysłał syna Teodozjusza z listami do Chosroesa II. Niestety chłopiec nieopatrznie zawrócił z drogi i został zabity. Fokas kazał zabić synów cesarza na jego oczach, następnie zamordowano Maurycjusza, jego żonę i córki zamknięto w klasztorze, a później także zabito. Papież Grzegorz Wielki dowiedziawszy się o tragedii, która rozegrała się w Konstantynopolu, wysłał Fokasowi list gratulacyjny. Wkrótce jako mściciel Maurycjusza wystąpił Chosroes II, rozpoczynając 20-letnie wojenne zmagania Bizancjum i Persji.
Maurycjuszowi przypisuje się autorstwo traktatu wojskowego Strategikon. Cesarz ten wprowadził święto Zaśnięcia Matki Bożej w dniu 15 sierpnia na terenie całego Bizancjum.

## Relacje źródłowe
Ślub Maurycjusza i Konstantyny opisał egipski kronikarz Teofilakt Symokatta następującymi słowy: 

Cesarską salę ślubną bogato wystrojono w obrębie pierwszej wielkiej strefy pałacu; udekorowano ją złotem i szlachetnymi kamieniami, a następnie urządzono ją w purpurowej tonacji, rozwieszając zasłony ze szkarłatu, barwionego bezcenną purpurą tyryjską o wielkiej głębi koloru. Cesarza poprzedziła druhna - córka Tyberiusza - która podeszła ku ślubnemu tronowi, ledwie widoczna, choć zaraz ukazała się ludziom, bo cienkie zasłony nagle opadły, niczym na omówiony znak. W tej chwili w sali ślubnej pojawił się cesarz ze wspaniałą świtą odzianych w białe szaty mężczyzn. Niebawem zniknął za obszernymi zasłonami, by następnie wyprowadzić cesarzową na widok publiczny i wziąć ją w objęcia [...] Cesarzowa powstała z tronu, by oddać szacunek panu młodemu - cesarzowi, podczas gdy członkowie demów intonowali ślubny hymn. Na oczach wszystkich drużba uhonorowała młodą parę pucharem z winem, nie wypadało bowiem nałożyć im koron, gdyż w istocie nie byli wstępującymi w związek małżeński osobami prywatnymi: gest taki wykonano już na nich z tytułu godności cesarskiej.